# Armand Walleghem
Armand Walleghem et Cie war ein belgischer Hersteller von Automobilen mit dem Markennamen Walleghem. Eine ältere Quelle schreibt Van Walleghem et Cie sowie Van Walleghem als Marke.

## Unternehmensgeschichte
Das Unternehmen hatte seinen Sitz an der Rue de la Concorde in Brüssel. Zunächst war es mit der Wartung und Reparatur von Fahrzeugen beschäftigt. 1900 begann die Produktion von Automobilen. 1901 und 1902 stellte das Unternehmen Fahrzeuge auf Automobilausstellungen aus. Der Minister Paul de Smet de Naeyer besuchte 1901 den Stand. 1902 endete die Fahrzeugproduktion.

## Fahrzeuge
Das Unternehmen fertigte Motordreiräder und Quadricycles im Stile von De-Dion-Bouton-Motordreirad und De-Dion-Bouton-Quadricycle. Ab 1901 entstand mit dem 6 CV ein selbst entworfener Kleinwagen mit 6-PS-Motor und einem Dreiganggetriebe. Alle Fahrzeugen hatten einen Einbaumotor von De Dion-Bouton.